# (1501) Baade
Pour les articles homonymes, voir Baade.
(1501) Baade est un astéroïde de la ceinture principale.

## Description
(1501) Baade est un astéroïde de la ceinture principale. Il fut découvert le 20 octobre 1938 à Bergedorf par Arno Arthur Wachmann. Il présente une orbite caractérisée par un demi-grand axe de 2,54 UA, une excentricité de 0,24 et une inclinaison de 7,3° par rapport à l'écliptique.

## Compléments